# Magalang

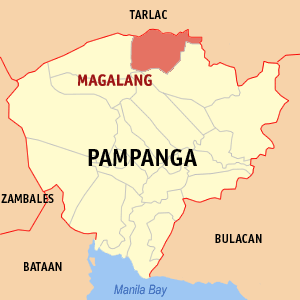
Bản đồ Pampanga với vị trí của Magalang

Magalang là một đô thị hạng 1 ở tỉnh Pampanga, Philippines. Theo điều tra dân số năm 2000, đô thị này có dân số 77.530 người trong 15.257 hộ.

## Barangay
Magalang được chia thành 27 barangay.
| - Camias - Dolores - Escaler - La Paz - Navaling - San Agustin - San Antonio - San Francisco - San Ildefonso - San Isidro - San Jose - San Miguel - San Nicolas Uno (Pob.) - San Nicolas Dos | - San Pablo - San Pedro Uno (Pob.) - San Pedro Dos - San Roque - San Vicente - Santa Cruz (Pob.) - Santa Lucia - Santa Maria - Santo Niño - Santo Rosario - Bucanan - Turu - Ayala |